# Talib Kweli
Talib Kweli Green, más conocido como Talib Kweli (Brooklyn, Nueva York, 3 de octubre de 1975), es un rapero y compositor estadounidense. Su nombre es árabe, y significa el buscador o el estudiante de la verdad y el conocimiento. Sus padres eran profesores en el colegio: su madre profesora de inglés y su padre de sociología. De joven, se sintió atraído por raperos afrocentristas como De La Soul u otros miembros de Native Tongues, a quienes conocía del instituto, y pronto comenzó a grabar con el productor Hi-Tek y el rapero Mos Def.
Con Mos Def (juntos eran conocidos como Black Star), Kweli consiguió mucho éxito gracias al álbum titulado igual que ellos, Black Star, de 1998. Mientras que Mos Def continuó con su exitosa carrera en solitario, Kweli lanzó el álbum Reflection Eternal junto con Hi-Tek en 2000. Dos años después grabó su debut en solitario, Quality, recibiendo algo de atención en el mainstream gracias al sencillo "Get By" producido por Kanye West. En 2004, Kweli lanzó su segundo álbum como solista, The Beautiful Struggle, con una producción algo más comercial mientras que las letras conservan un fuerte contenido político y social. Kweli posee su propio sello discográfico, llamado Blacksmith Records, y recientemente firmó a la exitosa rapera Jean Grae. Talib Kweli también apareció en el primer álbum en solitario de Kanye West, The College Dropout, en el tema "Get 'Em High" y ha colaborado con el grupo Black Eyed Peas en la canción "Like That". También colaboró en el Álbum 20/20 ( Twenty Twenty ) de Dilated Peoples, en la canción Kidness For Weakness y su última colaboración ha sido en el disco que el rapero español Nach lanzará en abril de 2011. También ha trabajado como imagen comercial y publicitaria de la marca de Marc Ecko ( Ecko Unlimited ). En el videojuego "Getting Up" dio voz al protagonista, Trane.

## Discografía

### Álbumes
- 1998 Black Star (con Mos Def)
- 2000 Train of thought
- 2002 Quality
- 2004 The Beautiful Struggle
- 2007 Madlib & Talib Kweli: Liberation (distribución gratuita por internet)
- 2007 Eardrum
- 2010 'Revolutions per Minute (con Hi-Tek)
- 2011 'Gutter Rainbows
- 2013 Prisoner of Conscious
- 2013 Gravitas
- 2014 P.O.C. Live!
- 2015 Train of Thought: Lost Lyrics, Rare Releases & Beautiful B-Sides Vol. 1.

### Mixtapes
- 2002 Top Kwelity Classics Vol. 1
- 2004 The Beautiful Mix CD
- 2005 The Beautiful Mixtape Vol. 2: The Struggle Continues
- 2005 Right About Now: The Official Sucka Free Mix CD
- 2006 Brooklyn, Tennessee"
- 2006 Kweli: Confidential"
- 2006 Blacksmith: The Movement"
- 2007 Clinton Sparks & Talib Kweli: Get Familiar"
- 2007 Focus"
- 2008 The MCEO Mixtape"
- 2009 Party Robot (with Idle Warship)"
- 2009 The Re:Union (Mixed By Statik Selektah) (with Reflection Eternal)"
- 2010 Early Mourning Signs"
- 2011 We Run This Vol. 7 (with Mr. E)"
- 2012 Attack the Block"
- 2014 Javotti Media Presents: The Cathedral"

## Películas
- 2006 Dave Chappelle's Block Party